# 안드레아스 크론탈러

안드레아스 크론탈러(독일어: Andreas Kronthaler, 1966년 1월 26일 ~ )는 오스트리아의 패션 디자이너이자 크리에이티브 디렉터이다. 2022년 사망한 비비안 웨스트우드의 홀아비이다.

## 교육
오스트리아 티롤에서 태어났다. 1980년 그라츠의 오르트바인 예술학교에서 세공사 교육을 받았다. 5년의 대학 생활 동안 직접 옷을 만들어 팔았다. 이후 빈 응용예술대학교에서 산업디자인을 전공하고 패션 디자이너의 길을 걷게 된다.

## 경력
1988년 빈 응용예술대학교에서 패션 디자인을 가르치던 중 비비안 웨스트우드를 만난 크론탈러는 1989년 웨스트우드와 함께 런던으로 이주했다. 두 사람의 첫 번째 합작 컬렉션은 1991년 하계 컬렉션인 컷앤슬래시(Cut and Slash)였다. 이 컬렉션에서 크론탈러는 나중에 선 휠(Sun Wheel) 드레스로 명명된 르네상스풍의 가운을 선보였다. 크론탈러와 웨스트우드는 1992년에 결혼해 2022년 12월 29일 웨스트우드가 사망할 때까지 함께 살았다.
위키리크스 창시자 줄리안 어산지의 결혼식 복장을 디자인했다. 2022년 3월 벨마시 교도소에서 열린 결혼식에서 신랑 어산지는 스코틀랜드 킬트를 기반으로 한 의상을, 신부 스텔라 모리스는 그래피티가 인쇄된 드레스를 입었다.

## 사생활
원래 크론탈러는 알려지지 않은 웨스트우드의 디자인 파트너 겸 크리에이티브 디렉터로 활동했다. 2016년 비비안 웨스트우드는 남편 크론탈러의 업적을 기려 골드 레이블 컬렉션의 이름을 안드레아스 크론탈러 포 비비안 웨스트우드(Andreas Kronthaler for Vivienne Westwood)로 바꿔달았다.